# NGC 345
NGC 345 ist eine linsenförmige Galaxie vom Hubble-Typ S0-a im Sternbild Walfisch südlich der Ekliptik. Sie ist schätzungsweise 238 Millionen Lichtjahre von der Milchstraße entfernt und hat einen Durchmesser von etwa 85.000 Lichtjahren.
Im selben Himmelsareal befinden sich u. a. die Galaxien NGC 342, NGC 347, NGC 349, NGC 350.
Das Objekt wurde am 27. September 1864 von dem deutschen Astronomen Albert Marth entdeckt.